# Le Successeur (album)
 (mars 2022).
Si vous disposez d'ouvrages ou d'articles de référence ou si vous connaissez des sites web de qualité traitant du thème abordé ici, merci de compléter l'article en donnant les références utiles à sa vérifiabilité et en les liant à la section « Notes et références ».
Pour les articles homonymes, voir Le Successeur et Sardou.
Albums de Michel Sardou
Concert 87 Bercy 89
Le Successeur est le seizième album studio de Michel Sardou enregistré au studio Guillaume Tell et paru chez Tréma le 15 octobre 1988.
Paru à l'origine sous le simple titre Sardou (typographié en blanc, un cendrier représente le « o »), il est souvent désigné sous le titre La même eau qui coule, premier single extrait de l'album ou Le Successeur (notamment par sa maison de disques Universal Music France), première chanson de l'album.

## Historique
La chanson Le Successeur évoque, comme Il était là, un concurrent ou Sardou qui se revoit jeune. Il fait plusieurs clins d'œil à son répertoire : Afrique adieu, Le France, Et mourir de plaisir et Délire d'amour.
Son fils Davy Sardou chante dans Attention les enfants… danger.
Vincent est une évocation de Vincent van Gogh.

## Titres

### Album original
Toute la musique est composée par Jacques Revaux.
| No  | Titre                                     | Paroles                            | Durée |
| --- | ----------------------------------------- | ---------------------------------- | ----- |
| 1.  | Le Successeur                             | Michel Sardou - Didier Barbelivien | 3:41  |
| 2.  | La même eau qui coule                     | Michel Sardou - Jean-Michel Bériat | 6:00  |
| 3.  | Le Paraguay n’est plus ce qu’il était     | Michel Sardou                      | 4:37  |
| 4.  | Elle pleure son homme                     | Michel Sardou - Didier Barbelivien | 3:22  |
| 5.  | Dans ma mémoire elle était bleue          | Michel Sardou - Pierre Delanoë     | 4:36  |
| 6.  | Attention les enfants… danger             | Michel Sardou                      | 4:15  |
| 7.  | Elle en aura besoin plus tard             | Michel Sardou - Didier Barbelivien | 6:03  |
| 8.  | Les hommes qui ne dorment jamais          | Michel Sardou - Didier Barbelivien | 3:36  |
| 9.  | Vincent                                   | Michel Sardou                      | 3:36  |
| 10. | Les Masques (en duo avec Tina Provenzano) | Michel Sardou - Jean-Michel Bériat | 4:15  |

### Titres bonus
Cet album a été réédité en 2004 sous le label AZ avec comme titre bonus Un jour la liberté (final de Bercy 89).

## Crédits
Référence originale : Tréma 310 271

### Musiciens
- Arrangements : Pascal Stive, Roger Loubet et Jacques Revaux
- Orchestrations et synthétiseurs : Pascal Stive (titres 2, 3, 5 à 8 et 10) et Roger Loubet (titres 1, 4 et 9)
- Accordéon : Roland Romanelli
- Guitares électriques : Slim Pezin
- Saxophones : Patrick Bourgoin et Michel Gaucher
- Chœurs masculins : Jean-Jacques Cramier, Michel Chevalier, Didier Barbelivien, Jean-Michel Bériat, Jacques Revaux, Michel Sardou
- Chœurs féminins : Claudia Benabou, Virginia Constantin, Marina Albert et Ann Calvert

### Équipe technique et production
- Ingénieurs du son et mixage : Roland Guillotel et Bruno Mylonas
- Assistante : Sophie Masson
- Production : Jacques Revaux